# گئورگ ساهاکیان
گئورگ ساهاکیان (به ارمنی: Գեւորգ Սահակյան؛ زادهٔ ۱۵ ژانویهٔ ۱۹۹۰) کشتی‌گیر در رشته کشتی فرنگی اهل ارمنستان-لهستان است.
از افتخارات وی می‌توان به کسب دو مدال برنز مسابقات قهرمانی کشتی جهان ۲۰۱۸ و مسابقات قهرمانی کشتی جهان ۲۰۲۱ اشاره کرد.

## فعالیت حرفه‌ای

### قهرمانی کشتی جهان ۲۰۱۸
ساهاکیان در وزن ۶۷ کیلوگرم کشتی فرنگی مسابقات قهرمانی کشتی جهان ۲۰۱۸ بوداپست حاضر بود که در مسابقه های اول تا سوم اریک وایس از آلمان، مانوئل لوپز از مکزیک و تسوچیکا شیمویامادا از ژاپن را شکست داد اما در نیمه نهایی به دوور اشتفانک از صربستان باخت و به دیدار رده‌بندی رفت. وی در دیدار رده‌بندی دانیل خانسیس از کرواسی را شکست داد و مدال برنز وزن ۶۷ کیلوگرم را بدست آورد.

### قهرمانی کشتی جهان ۲۰۲۱
ماریانیان در وزن ۷۲ کیلوگرم کشتی فرنگی قهرمانی کشتی جهان ۲۰۲۱ اسلو شرکت کرد، او در مسابقه اول ابراهیم غانم از فرانسه را شکست داد اما در مسابقه بعد به سرگی کوتوزوف از روسیه باخت و با توجه به حضور این کشتی‌گیر در فینال، به دیدار شانس مجدد رفت. او در مرحله شانس مجدد والنتین پتیک از مولداوی را شکست داد و به دیدار رده‌بندی رسید. وی در این دیدار چنگیز ارسلان از ترکیه را شکست داد و مدال برنز را بدست آورد.